# Paria-kolibri
A Paria-kolibri (Hylonympha macrocerca) a madarak (Aves) osztályának a sarlósfecske-alakúak (Apodiformes) rendjéhez és a kolibrifélék (Trochilidae) családjához tartozó Hylonympha nem egyetlen faja.
A magyar név forrással nincs megerősítve.

## Előfordulása
Venezuela északkeleti részén található Paria-félszigeten honos. A természetes élőhelye szubtrópusi és trópusi síkvidéki és hegyi esőerdők.

## Megjelenése
Testhossza 19 centiméter, mely magában foglalja a 10 centiméter hosszú farkát.

## Külső hivatkozások
- Képek az interneten a fajról
- Internet Bird Collection - videók a fajról